# Rinkeldekinkel
Rinkeldekinkel is een radioprogramma van de Nederlandse publieke radiozender NPO Radio 2 dat wordt gepresenteerd door Jeroen van Inkel. Het programma bevat naast muziek veel opmerkelijk- en showbizznieuws, spelletjes en vaste rubrieken zoals de 'Rinkelscopen' en de 'Irri Top 10'. De programmatitel werd voorheen ook op andere radiozenders gebruikt door Van Inkel.
Het programma werd vanaf zaterdag 3 oktober 2020 iedere zaterdag en zondagochtend uitgezonden tussen 7:00 en 10:00 uur. Door wijzigingen in de programmering verhuisde het tijdslot per zaterdag 3 februari 2024 naar 10:00 -12:00 uur en op de vrijdagavond tussen 18:00 en 20:00 uur vanaf 26 januari 2024. Door de nieuwe programmering vanaf januari 2025 wijzigt het tijdslot voor de zaterdag en zondagochtend per 4 januari 2025 naar 9:00 - 12:00 uur.
De programmatitel werd voor het eerst gebruikt door Van Inkel vanaf de start van de befaamde Volle Vrijdag op 6 december 1985 bij Veronica tussen 13:00 en 15:00 uur op Radio 3 en later bij de invoering van de vernieuwde programmering op het destijds vernieuwde Radio 3 vanaf 5 oktober 1992 t/m 31 augustus 1995; dan tussen 17:00 en 18:00 uur van maandag t/m zaterdag. Ook op andere radiozenders kwam de naam geregeld terug. De programmanaam werd op zaterdag 3 oktober 2020 geherintroduceerd op NPO Radio 2.

## Vaste onderdelen
Het programma bestaat uit muziek en het doornemen van opvallende nieuwtjes en ontwikkelingen in de showbizz. Daarnaast zijn er een aantal vaste rubrieken: 
- De Irri Top 10: een lijst het meest irritante van de afgelopen week.
- Mystery Movie: luisteraars moeten raden uit welke film een fragment komt.
- Van Orkest Tot Verpest: luisteraars moeten een popsong herkennen die klassiek uitgevoerd wordt.
- Rinkelscopen: horoscopen voor de komende week.
- Met Dubbele Tong: luisteraars moeten herkennen welke twee woorden door elkaar worden gezegd.
- De Naam Die Echt Zou Moeten Bestaan: het hele weekend wordt iemand met een opvallende naam gezocht.
- Irri Top 10 Quiz: een korte quiz aan de hand van de Irri Top 10.
- Huisbioloog Matyas: bioloog Mátyás Bittenbinder presenteert nieuws uit de natuur.
- Wereld Op Wielen: auto-expert Marc van Domburg Scipio presenteert nieuws uit de autowereld.

Verder wordt er in het programma veel opmerkelijk- en showbizznieuws besproken.